# Kurikempanahalli, Tumkur
Kurikempanahalli là một làng thuộc tehsil Tumkur, huyện Tumkur, bang Karnataka, Ấn Độ.